# Codi Baudot

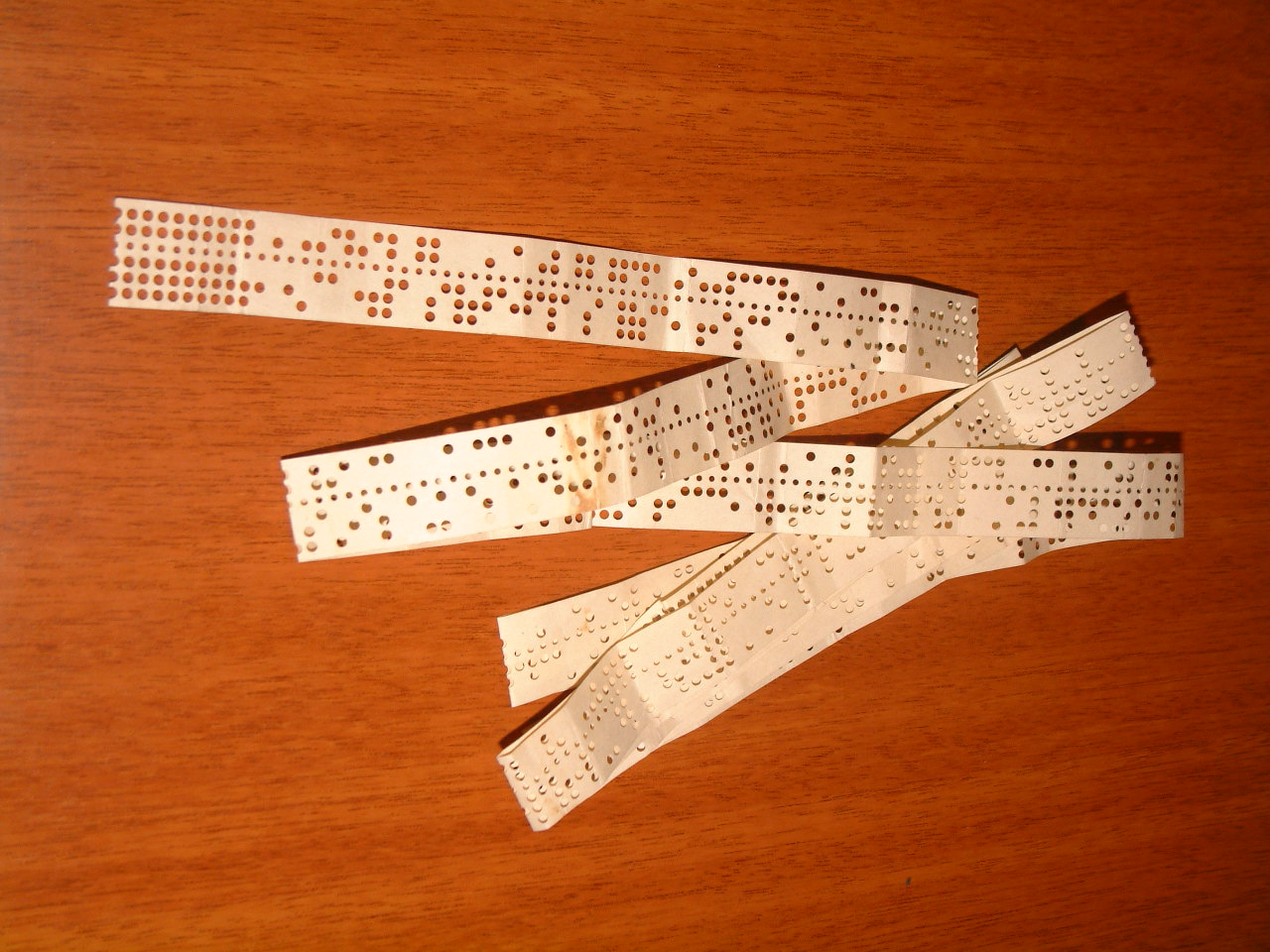
Cinta perforada de paper en "Códi Baudot"

El  codi de Baudot , anomenat així pel seu inventor Émile Baudot, és un joc de caràcters predecessor de l'EBCDIC i de l'ASCII i va ser originalment utilitzat sobretot en teletips.

## Història
El codi original de Baudot, desenvolupat al voltant de l'any 1874, es coneix com a  Alfabet Internacional de Telegrafia N º 1 , i en l'actualitat ja no està en ús. Per a la seva transmissió s'utilitzava un teclat de cinc tecles on cada tecla representava un bit del senyal de cinc estats. Un netejador mecànic explorava l'estat del teclat i alliberava les tecles permetent que l'operador introduís el caràcter següent.
Al voltant del 1901 el codi de Baudot va ser modificat per Donald Murray reordenant els caràcters, afegint-ne de nous així com codis de control. El reordenament fet per Murray va ser propiciat pel seu desenvolupament d'un teclat semblant al d'una màquina d'escriure. Llavors la disposició dels bits va ser dissociada de les tecles de l'operador. Murray va arreglar el seu codi de manera que els caràcters més usats produeixin el mínim de canvis d'estat, el que reduïa al mínim el desgast en l'equip.
Una altra modificació del codi de Murray que va ser fomentada sobretot per Western Union va consistir en l'descart d'alguns caràcters. Aquesta modificació final és la que es coneix generalment com el  codi de Baudot , també conegut com a Alfabet Internacional de telegrafia N º 2 (ITA2). L'ITA2 encara s'utilitza en telèfons per sords, en radioafició, i en RTTY (radioteletip).

## Codificació CCITT-1
Amb un teclat de cinc tecles només es pot definir una quantitat de paraules de 32 (= 2  5 ) combinacions diferents i aquesta quantitat no satisfà les 26 lletres més les 10 xifres, per tant no pot codificar un alfabet. La idea de Baudot va ser introduir la idea d'espai com a introductor d'ordres, d'aquesta manera va duplicar el nombre de possibilitats.